# Campionato sudamericano femminile di pallacanestro 2018
Il 36º Campionato dell'America Meridionale Femminile di Pallacanestro (noto anche come FIBA South American Championship for Women 2018) si è svolto dal 30 agosto al 4 settembre 2018 a Tunja, in Colombia. Il torneo è stato vinto dalla nazionale argentina.

## Squadre partecipanti
- Argentina
- Brasile
- Cile
- Colombia
- Ecuador
- Paraguay
- Perù
- Venezuela

## Classifica finale
| Pos | Squadra   | |
| --- | --------- | --- |
|     | Argentina | Argentina4 Rosset, 5 D'Urso, 6 Llorente, 8 Boquete, 9 Fiorotto, 10 Burani, 11 Gretter, 12 Santana, 13 González, 15 Marchizotti, 17 Leiva, 22 Pérez, All. Cristian Santander |
|     | Brasile   | Brasile5 Babi Honório, 7 Iza Sangalli, 8 Tainá, 9 Jaqueline, 10 Tati, 11 Clarissa, 14 Érika, 24 Stephanie, 31 Nádia, 34 Gil, 55 Rapha Monteiro, 77 Lays, All. Carlos Lima   |
|     | Colombia  | Colombia4 Ríos, 5 Prens, 6 Paz, 7 Caicedo, 8 López, 9 Palacio, 10 Martínez, 11 Arias, 12 Muñoz, 14 Venté, 15 Mosquera, 20 Cordoba, All. Luis Cuenca                         |
| 4   | Paraguay  | Paraguay1 Mercado, 4 Peña, 5 Ferrari, 6 Peralta, 7 Hüttemann, 8 Quevedo, 9 Rojas, 10 T. Insfrán, 11 Cáraves, 12 Gómez, 14 R. Insfrán, 15 Cárdenas, All. Juan Pablo Feliu    |
| 5   | Venezuela | Venezuela2 Rivera, 4 Betancourt, 6 Corrales, 7 Zapata, 8 Márquez, 9 Wallen, 10 Ortega, 11 Durán, 12 Renault, 13 Gárate, 14 Pérez, 16 Zamaro, All. Jesús Rafael              |
| 6   | Ecuador   | Ecuador2 Zurita, 3 Olives, 5 Caicedo, 7 Calderón, 8 Molina, 9 Salcedo, 10 Barahona, 11 Yépez, 12 Mogollón, 17 Lasso, 22 Patiño, 24 Carpio, All. Miguel Salvitelli           |
| 7   | Cile      | Cile1 Pizarro, 5 Colossi, 6 Novión, 7 Morrison, 8 Troncoso, 9 Fuentes, 10 Cousiño, 11 Morán, 12 Abuyeres, 13 Gómez, 16 Morales, 17 Koljanin, All. Andrea Bilbao             |
| 8   | Perù      | Perù4 Bellatín, 5 De Lorenzi, 6 García, 7 Escudero, 8 Farfán, 9 Mansilla, 10 Quiroz, 11 Parodi, 12 Cosmopolis, 13 Vega, 14 Guerrero, 15 Cueto, All. Xavier Padilla          |